# Пацлавский, Норберт
Норберт Пацлавский (пол. Norbert Pacławski; род. 19 февраля 2004, Жешув, Польша) — польский футболист, нападающий клуба «Лех».

## Карьера
Играл в молодёжных командах «Леха». В 2021 году стал игроком основной команды. Дебютировал в Экстракласе 8 мая 2021 года в матче с «Вислой» (Краков). В Кубке Польши сыграл в 1/8 финала против клуба «Радомяк».